# Pokahontasz

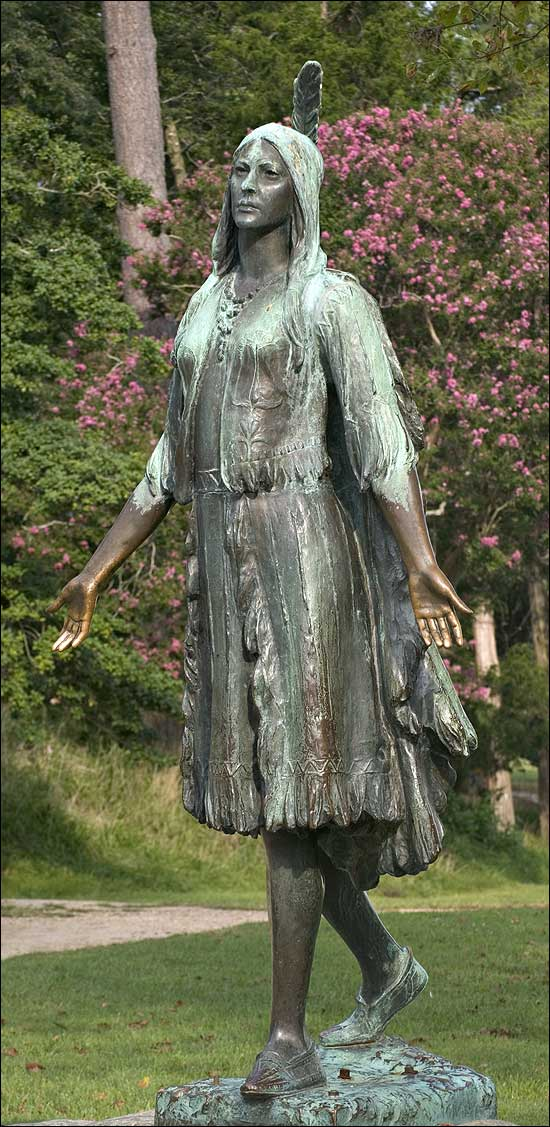
Pokahontasz szobra a virginiai Jamestownban

Pokahontasz (angolos írásmóddal Pocahontas, asszonynevén Rebecca Rolfe) (Werowocomoco, Gloucester megye, Virginia, 1595 körül – Gravesend, Kent, Egyesült Királyság, 1617. március 21.) amerikai bennszülött indián nő, a póhatan törzsszövetség főnökének leánya volt.
Híressé Jamestownhoz – Anglia első sikeres amerikai telepéhez – fűződő kapcsolatai tették. Angol-Amerika alapításának egyik leghíresebb története szerint 1607-ben testével fedezve mentette meg törzsfőnök apja haragja elől Jamestown abban az évben alapított városának egyik vezetőjét, John Smith kapitányt.
Az egyik angol-indián háború idején (1613) az angolok csellel foglyul ejtették, remélve, hogy nagy hatalmú apja busás váltságdíjat fizet érte. Ez csak részben valósult meg, közben viszont megismerkedett az angol szokásokkal és feleségül ment egy John Rolfe nevű telepeshez. Ez volt Észak-Amerika történelmének első rasszok közötti házassága.
Pokahontasz volt az első indián nő, aki Európába látogatott. Angliai tartózkodása során halt meg, valószínűleg fertőző betegségben.

## Származása és gyermekkora
Születésének pontos dátuma nem ismert, de általában 1595-re teszik John Smith kapitány, Jamestown egyik vezetőjének könyve – a kevés korabeli forrás egyike – alapján. Apja Wahunsunacock, gyakori nevén Powhatan főnök, a póheten törzsszövetség főnöke volt, amely ebben az időben néhány tízezer főt számlálhatott. Anyjának neve nem ismert, de minden bizonnyal Wahunsunacock több tucat feleségének egyike lehetett. Pokahontasz igazi neve „Matoaka” volt, amit egyaránt fordítanak „játékos kedvű”-nek és „legkedvesebb lányom”-nak. A „Pokahontasz” gyermekkori beceneve volt, amit kacér természete miatt kaphatott. (A név póheten nyelven William Strachey szerint azt jelentette: „kis ledér”.)
A népszerű írásokban Pokahontasz gyakran hercegnőként jelenik meg. Ez annyiban helytálló, hogy apja egy, az adott kor és hely viszonyai között birodalomnak tekinthető törzsszövetség ura volt, aki számos gyermeke közül vélhetően őt szerette legjobban. Erre utal, hogy gyermekként fontos találkozókon apja mellett lehetett. Ha John Smith első megmentése úgy igaz, ahogy azt maga Smith elmesélte, akkor Pokahontasz bizonyos helyzetekben apja akaratának is ellenszegülhetett.
Gyermekkoráról keveset tudhatunk. Valószínű, hogy leánygyermekként élete sokban hasonlíthatott a törzs többi lányának életéhez, ahol a feladatok nemek közti megosztása nagyon egyoldalú volt: a harcon és vadászaton kívül lényegében minden munka a nőkre hárult.

## Találkozásai John Smithszel

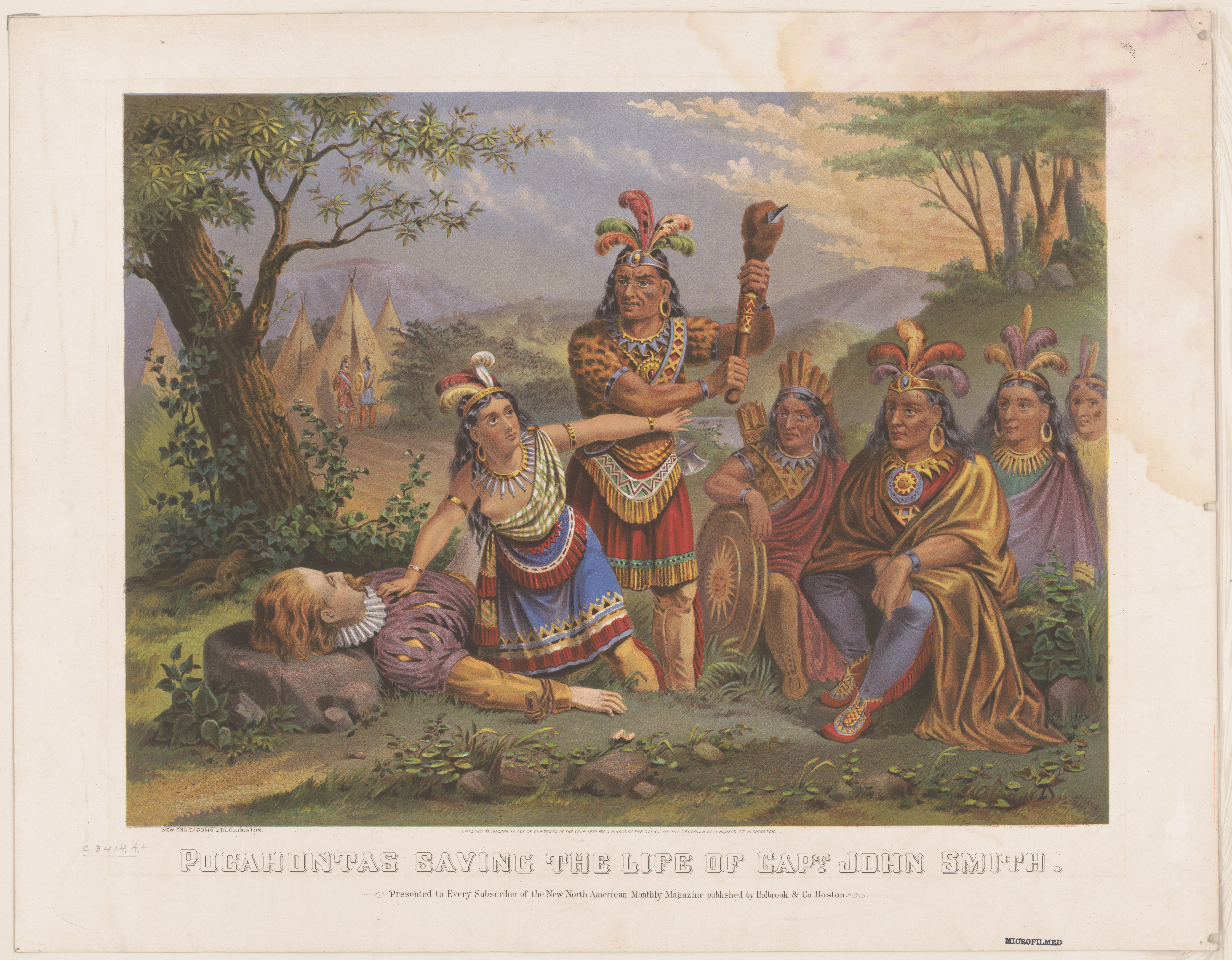
Pokahontasz magát Smithre vetve akadályozza meg kivégzését. 1870-es ábrázolás

Pokahontasz tizenkét éves lehetett, amikor mintegy száz telepes – köztük John Smith, a telep vezetője mellé rendelt hétfős tanács tagja – 1607 áprilisában egy mocsaras félszigeten megalapította Jamestownt. Az ezt követő időkben az angolok több alkalommal találkoztak a környék különböző őslakos törzseivel, melyek egy része barátságosan, mások ellenségesen fogadták a jövevényeket. Ahogy az az angolok számára csak később vált világossá, a közelben élő törzs ellenszenvvel figyelte a betolakodókat, a távolabb élők között viszont több volt a semleges vagy barátságos törzs. John Smith, a Jamestown vezetésére a megbízó Virginia Company által kijelölt tanács legalacsonyabb társadalmi rangú, de – mint később kiderült – a feladatra messze legrátermettebb tagja egy kisebb felderítő különítmény élén messzebb került a tábortól. Csapatát indiánok támadták meg. Egyedül ő maradt életben.
Smith elbeszélése szerint a „főnökök főnöke”, azaz Wahunsunacock elé vitték. A törzsfőnök hosszú latolgatás után döntött: Smith fejét az odakészített méretes kőre helyezték, kivégzését előkészítendő. A kivégzés előtt azonban Pokahontasz váratlanul előugrott és Smitht testével fedezve megakadályozta a gyilkosságot. A törzsfőnök – talán mert tekintélyén csorba esett volna, ha egy kislány még csak időlegesen is megakadályozhatja, amit elhatározott – kegyet gyakorolt: Smith életét megtarthatta, de fogoly maradt. Hogy miért tette Pokahontasz, amit tett, természetesen rejtély. Maga Smith mindenesetre a reménytelen helyzetbe került ember iránt érzett könyörületnek tulajdonította.
A történet fenti változata a témával foglalkozó egyik népszerű könyv szerint „bizonyára Amerika történelmének a legtöbbször elmesélt története”, amely regényeket, festményeket, szobrokat és filmeket ihletett. A hitelességét illetően kételyt ébreszt, hogy Smith – aki módszeresen dokumentálta a Jamestownban és környékén történteket – 1608-ból fennmaradt beszámolójában még nem tesz említést a fenti életmentésről. Sőt, ezen beszámoló alapján Pokahontasszal csak hónapokkal később találkozott. Majdnem-kivégzésének híressé vált fenti változata csak Smith egyik, tíz évvel későbbi levelében bukkan fel. E levél Pokahontasz, aki akkor már megkeresztelkedett, férjes asszony volt, angliai látogatása alkalmából született. Tehát a hős kislány története szolgálhatott praktikus célokat is (befolyásos támogatók szimpátiájának megszerzése Pokahontasz és Amerika tágabb ügye számára). Más történészek azonban kiemelik, a puszta tény, hogy a híres történet kimaradt Smith eredeti beszámolójából, nem bizonyít semmit. Pl. J.A. Leo Lemay szerint Smith korai beszámolói elsősorban földrajzi és etnográfiai tárgyúak voltak. Elképzelhető, hogy ott nem érezte szükségét egy ilyen történet elmesélésének.
A fenti eset körüli bizonytalanságtól függetlenül Smith más esetről is beszámol, amikor Pokahontasz – saját életét is kockáztatva – megmentette Smith és csapata életét, figyelmeztetve őt, egy apja által tervezett támadásra.
A fenti viharos események között Pokahontasz többször is érdeklődött az idegen telepesek élete iránt. Strachey korabeli beszámolója szerint többször is felkereste Jamestownt. Smith leírja, amikor az angolok éheztek, Pokahontasz kísérőivel négy-öt naponta felkereste őt és annyi élelmet adott át, ami nemcsak neki, de sok társának is megmentette az életét. Pár évvel később Smitht a Virginia Company leváltotta, s visszautazott Angliába. Pokahontasz az angoloktól úgy értesült, hogy Smith meghalt. Ezt követően a lány közel négy éven át nem kereste fel Jamestownt.
John Smith a kalandos életéről szóló önéletrajzi könyvében az „indián hercegnőt” azon négy egzotikus szépségű lány egyikeként említi, akik – férfiúi vonzerejének köszönhetően – a segítségére siettek. Smith minden jel szerint hálával és szimpátiával gondolt Pokahontaszra. Az azonban feltehető, hogy nem volt kettejük között testi szerelem, már csak a jelentős korkülönbség miatt sem (Smith 27, Pokahontasz 12 éves lehetett első találkozásukkor).

## Fogsága
Jamestown nehezen fejlődött. Az angolok aranyat és más nemesfémeket, valamint a „magasabb rendű” keresztény eszmék befogadására kész „vadakat” vártak Amerikában. Nemesfémet nem találtak, az indiánok pedig egyáltalán nem óhajtottak változtatni az életmódjukon. Egy idő után a szórványos atrocitások az angolok és Wahunsunacock törzsszövetségi vezető közötti nyílt háborúba csaptak át. Ezen előzmények után történt, hogy 1613 márciusában Samuel Argall kapitány, értesülve arról, hogy a Patawomerk törzsnél vendégeskedik Pokahontasz, hajójával odavonult, s a törzs főnökét – aki hol lojális volt Pokahontasz apjához, hol nem, – fenyegetéssel rávette, hogy csalja tőrbe a lányt. Pokahontasz így Argall hajójára került, ahol foglyul ejtték.
Jamestownt ekkor Thomas Dale irányította kormányzói minőségben. A még mindig csak néhány száz főt számláló telepet drákói törvényekkel kormányzó Dale nagy lehetőséget látott a „főnökök főnöke” kedvenc lányának elfogásában. Megüzente Wahunsunacocknak, épségben visszakapja a lányt, de csak ha egy sor követelésnek eleget tesz. Wahunsunacock a követelések egy részét – pl. foglyul ejtett angolok szabadon bocsátását – azonnal teljesítette. Azonban az indiánok által korábban elrabolt európai fegyvereket és szerszámokat nem tudta vagy akarta visszaszolgáltatni. A tárgyalások egy időre megrekedtek. Pokahontasz tartósan angol fogságban maradt.
Az angolok feljegyzései szerint a magas rangú fogoly kivételesen udvarias elbánásban részesült. Linwood "Little Bear" Custalow könyve szerint azonban Pokahontaszt fogsága alatt megerőszakolták. Custalow ezt az azóta eltelt négyszáz év alatt átörökített szóbeli hagyományra hivatkozva állítja. Más történészek meglátása szerint viszont nem létezett ilyen szóbeli hagyomány. Kiemelik, az éppen háborúban álló angolok érdekeivel kifejezetten ellentétes lett volna, ha legbecsesebb foglyukat – akinek szabadon bocsátásáért komoly árat szabtak – megerőszakolták volna.

## Lehetséges házassága Kocoummal
A mattaponi törzs (Virginia egyik, rezervátumban élő törzse) hagyományai szerint Pokahontasz első férje törzsének harcosa, Kocoum volt, akit az angolok ölhettek meg valamikor Pokahontasz 1613-as elrablása után. A patawomerk törzs – melynek ősei segítettek Pokahontaszt csapdába csalni – szerint gyermekük is született, akit Ka-Okee-nek neveztek és a törzs nevelte volna fel az apját és anyját is elvesztő csecsemőt.
Ugyanakkor kutatók között a Kocoummal kötött házasság, sőt még a férfi létezése is vita tárgya. Több történész állítása szerint az egyetlen korabeli angol nyelvű forrás, amelyik utal a férfire William Strachey 1616-os rövid feljegyzése, mely szerint Pokahontasz két éve házasságban él az ő „saját Kocoum kapitányával”. Mivel John Rolfe-fal kötött házassága 1614-re esik, könnyen lehet, hogy az ő „saját Kocoum kapitánya” nem más, mint Rolfe beceneve.

## Házassága John Rolfe-fal
Míg az angolok arra vártak, hogy Pokahontasz apja teljesíti követeléseiket, a lányt oktatták a keresztény hitre és az angol szokásokra. Fogsága alatt megismerkedett egy John Rolfe nevű telepessel. Engedélyt kértek a házasságra, amit Dale kormányzó megadott. Pokahontasz apja is beleegyezését adta és követeit – a lány féltestvéreit – is elküldte az esküvőre. Megkeresztelésekor a Rebecca nevet kapta, házasságakor lett a neve Rebecca Rolfe. 1614. április 5-én ment férjhez a Virginia állambeli Jamestownban. A következő évben Pokahontasz fiúgyermeknek adott életet, akit Thomasnak kereszteltek. A frigy ideiglenes békét teremtett az őslakosok és a gyarmatosítók között.

## Halála
1616-ban Angliába látogattak, ahol a párt a király is fogadta. 1617 márciusában, egy nappal azelőtt, hogy visszaindultak volna Amerikába, Pokahontasz elhunyt. Halálát valószínűleg feketehimlő vagy egyéb fertőző betegség okozta. John Rolfe egyedül tért vissza Virginiába, s 1622-ben, egy indián támadásban életét vesztette. Fiuk, Thomas angliai tanulmányai után visszatért Virginiába, és a gyarmat megbecsült polgára lett.
Pokahontasz volt az első indián nő, aki Európába látogatott.
David Garnett angol író életrajzi regényt írt róla, Rónaszegi Miklós pedig egy háromkötetes kalandregény főszereplőjévé tette.

## Hatása
A karakter története több feldolgozást is ihletett, a legismertebb a Disney 1995-ös Pocahontas című rajzfilmje, amit egy folytatás is követett 1998-ban.

## Fordítás
Ez a szócikk részben vagy egészben  a   Pocahontas című angol Wikipédia-szócikk ezen változatának fordításán alapul.  Az eredeti cikk szerkesztőit annak laptörténete sorolja fel. Ez a jelzés csupán a megfogalmazás eredetét és a szerzői jogokat jelzi, nem szolgál a cikkben szereplő információk forrásmegjelöléseként.